# Internationales Jahr der Wälder
Das Jahr 2011 wurde von den Vereinten Nationen mit der Resolution 61/193 zum Internationalen Jahr der Wälder erklärt.
Ziel ist, das Bewusstsein und Wissen um die Erhaltung und nachhaltige Entwicklung aller Arten von Wäldern zum Nutzen heutiger und künftiger Generationen zu fördern. Dabei soll auf die besondere Bedeutung des Waldes und einer nachhaltigen Waldbewirtschaftung auch im Rahmen der Bekämpfung der Armut hingewiesen werden.
Alle internationalen Aktivitäten werden dabei vom Waldforum der Vereinten Nationen (UNFF) in Zusammenarbeit mit der Landwirtschaftsorganisation der Vereinten Nationen (FAO) koordiniert und durch nationale Aktivitäten unterstützt und ergänzt.

## Hintergrund
Wälder – so schätzt die Weltbank – bieten Lebensräume für etwa zwei Drittel aller Arten auf der Erde. Die Abholzung der tropischen Regenwälder ist verantwortlich für den Verlust der biologischen Vielfalt mit nicht weniger als 100 Arten pro Tag.
Wälder sind zudem integraler Bestandteil der globalen nachhaltigen Entwicklung. Nach Schätzungen der Weltbank sind mehr als 1,6 Milliarden Menschen für ihren Lebensunterhalt abhängig von der Nutzung von Wald. International werden Wald-Produkte in der Größenordnung von 270 Milliarden Dollar gehandelt – Wald ist ein nicht zu unterschätzender Motor für Wirtschaftswachstum und Beschäftigung weltweit.
Die Resolution 61/193 erkennt an, „dass Wälder und eine nachhaltige Waldbewirtschaftung maßgeblich zur nachhaltigen Entwicklung, zur Armutsbeseitigung und zur Erreichung der international vereinbarten Entwicklungsziele ... beitragen können“.
Die UN Ernährungs- und Landwirtschaftsorganisation (FAO) schätzt, dass jedes Jahr 130.000 km² der Wälder der Welt verloren gehen.
Umstellung auf landwirtschaftlichen Flächen, die nicht nachhaltige Gewinnung von Holz und die Schaffung von menschlichen Siedlungen sind die häufigsten Gründe für den Verlust der Waldflächen.
Nach Angaben der Weltbank gehen bis zu 20 Prozent der globalen klimaschädlichen Treibhausgas-Emissionen, auf das Konto der Entwaldung. Nach Daten der FAO speichern die Wälder der Welt inklusive Waldboden mehr als eine Billion Tonnen Kohlenstoff – doppelt so viel wie in der Atmosphäre vorhanden.

## Kampagne
Das Sekretariat der UN-Waldforums ist international die zentrale Anlaufstelle für die Umsetzung des Internationalen Jahres des Wälder und koordiniert die Zusammenarbeit mit Regierungen, der Waldpartnerschaft und anderen einschlägigen internationalen, nationalen und regionalen Organisationen und Prozessen.
Regierungen, regionale und internationale Organisationen sind aufgefordert, Anlaufstellen in den jeweiligen Ländern zu schaffen, um Organisation und Durchführung von Aktivitäten zum Internationalen Jahr des Waldes zu erleichtern.
In Deutschland hat das Bundesministerium für Ernährung, Landwirtschaft und Verbraucherschutz (BMELV) die Federführung für die nationalen Aktivitäten übernommen und dafür ein eigenes Kampagnenbüro bei der Bundesanstalt für Landwirtschaft und Ernährung (BLE) eingerichtet, das die Steuerung und Koordination der Dachkampagne wahrnimmt.
Als Schirmherrn für das „Internationale Jahr der Wälder“ konnte Bundesministerin Ilse Aigner den ehemaligen Bundespräsidenten Christian Wulff gewinnen.
Zahlreiche Akteure aus Bund, Ländern, Kommunen, Verbänden und Wirtschaft gestalten den deutschen Beitrag zum Internationalen Jahr der Wälder und beteiligen sich mit ihren Aktivitäten unter dem Motto „Entdecken Sie unser Waldkulturerbe“.
Der Verein Deutsch-Afrikanische Zusammenarbeit (DAZ) startet 2011 ein umfangreiches Aufforstungsprogramm in der Savanne Togos/Westafrika. Dazu wird seit 30. November 2010 der Kauf einer Waldaktie angeboten.
In der Schweiz setzt sich der über 100-jährige Künstler Hans Erni mit diversen Aktionen für das Internationale Jahr des Waldes ein. Hierfür schuf er in Zusammenarbeit mit dem Bundesamt für Umwelt das Kunstwerk „Wald ist Leben“. Das Gemälde steht einerseits für die Symbiose des Menschen mit dem Wald und anderseits für eine massvolle, umweltschonende und nachhaltige Nutzung der Wälder. Das Kunstwerk diente als Vorlage für die gleichnamige Plakataktion an 14 Bahnhöfen der Schweiz. Insbesondere die Mega-Poster-Version des Plakats (12 × 9 m) in Zürich sorgte für große Medienpräsenz. Zudem kreierte Hans Erni zum Jahr des Waldes die „Wald- ist-Leben-Medaille“ die in Gold und Silber an Sammler ausgegeben wurde. Der Verkaufserlös der Medaille fließt in lokale Waldprojekte.